# Homalozoa
Gli Homalozoa sono gli animali appartenenti ad un subphylum di echinodermi estinti.